# Vườn quốc gia Erawan

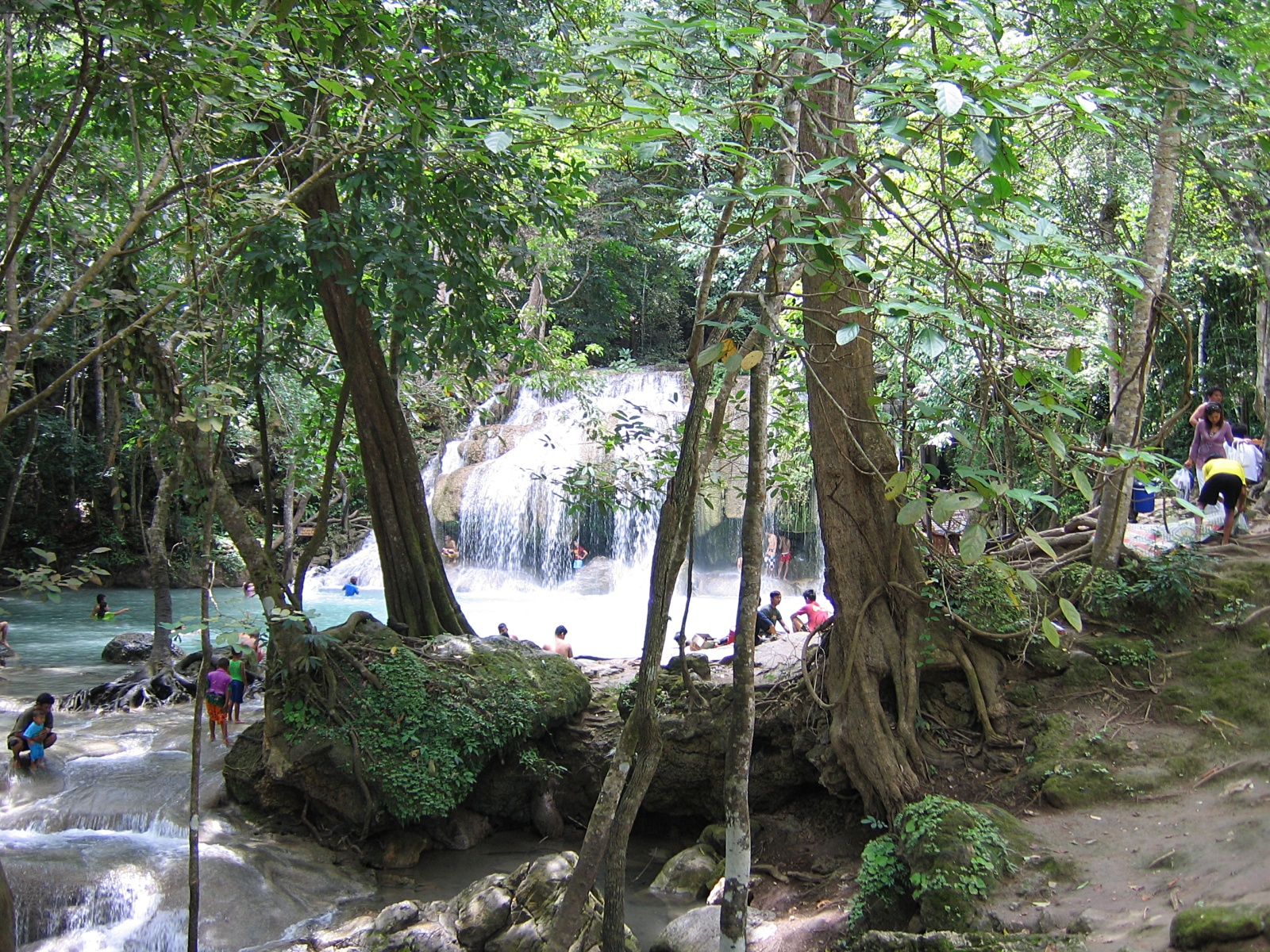
Thác nước Erawan

Vườn quốc gia Erawan là vườn quốc gia rộng 550  km² ở miền tây Thái Lan, tọa lạc tại Tỉnh Kanchanaburi, Amphoe Si Sawat tại xã (tambon) Tha Kradan. Được thành lập năm 1975, là vườn quốc gia thứ 12 của Thái Lan.
Điểm thu hút chủ yếu của khu vườn quốc gia này là các thác nước Erawan,  một thác nước đặt tên theo erawan, một loại voi trắng 3 đầu trong truyền thuyết Hindu. Các thác 7 tần khác được cho là giống với erawan.
Có 4 động trong khu vườn này là: Mi, Rua, Wang Bahdan, và Phartat.